# Oran (departement)

Departementet Orans uträckning 1905-1957.

Oran var det västligaste departementet i franska Algeriet, mellan
Medelhavet och Sahara (Territoire du Sud), som existerade från 1848 till 1962. 1911 hade det en yta på 65 897
km2 och 1 230 195 invånare, varav 319 089
européer och 892 212 araber. Departementet var
indelat i 5 arrondissement: Oran, Maskara, Mostaganem,
Sidi Bel Abbès och Tlemcen, och i ett militärområde
med divisionerna Lalla-Mgahraia och Tiaret-Aflu
samt kommunen Yakubia. Oran hade god tillgång på flera
slags metaller liksom på petroleum, varav 1908
tillvaratogs 452 060 ton.

## Källa
Den här artikeln är helt eller delvis baserad på material från Nordisk familjebok, Oran, 1904–1926.